# Sheila Watt-Cloutier
Sheila Watt-Cloutier (ur. 2 grudnia 1953 w Kuujjuaq) – kanadyjska aktywistka społeczna, pochodzenia inuickiego, zajmująca się przede wszystkim kwestiami ochrony środowiska. 
Odznaczona Orderem Kanady oraz zdobywczyni Right Livelihood Award za rok 2015.